# John Faso

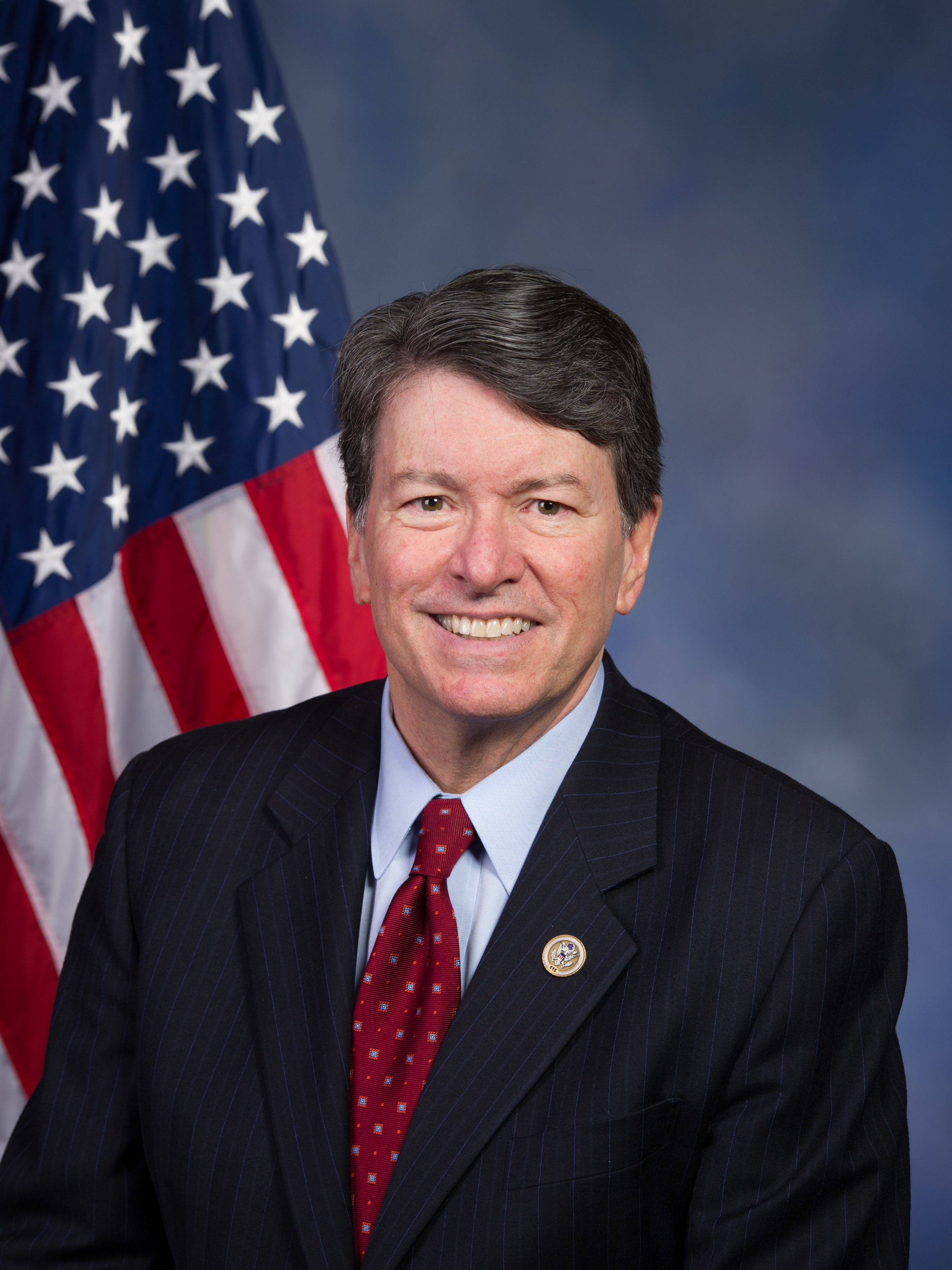
John Faso

John Faso (* 25. August 1952 auf Long Island, New York) ist ein US-amerikanischer Politiker der Republikanischen Partei. Von 2017 bis 2019 vertrat er den 19. Kongresswahlbezirk des Bundesstaats New York im US-Repräsentantenhaus.

## Werdegang
Nach der High School studierte John Faso bis 1974 am College in Brockport, das zur State University of New York gehört. Zwischen 1975 und 1979 studierte er an der Georgetown University Jura. 1979 bis 1981 war er als Professional Staff Member bei der Verwaltung des US-Repräsentantenhauses angestellt und von 1981 bis 1983 arbeitete er für das Washingtoner Verbindungsbüro des New Yorker Senats. Danach war er bis 1986 bei der Behörde für Gesetzentwürfe der Staatslegislative (Bill Drafting Commission) angestellt. Im Jahr 1987 war er Berater der Anwaltskanzlei Rapport, Meyers, Whitbeck, Shaw, and Rodenhausen. Seit 2003 ist er Partner der Kanzlei Manatt, Phelps and Phillips, LLP.
Faso ist verheiratet und hat zwei erwachsene Kinder. Er lebt in Kinderhook.
Zwischen 1986 und 2002 saß Faso in der New York State Assembly. 1994/95 gehörte er dem Übergangsteam des gewählten Gouverneurs George Pataki an. Er bekleidete einige politische Ämter in der Stadt Buffalo und kandidierte im Jahr 2006 erfolglos für das Amt des Gouverneurs seines Staates.
Bei der Wahl 2016 wurde Faso im 19. Kongresswahlbezirk New Yorks gegen die Demokratin Zephyr Teachout in das US-Repräsentantenhaus in Washington, D.C. gewählt, wo er am 3. Januar 2017 die Nachfolge von Chris Gibson antrat, der 2016 nicht mehr kandidiert hatte. Bei der Wahl 2018 unterlag er dem Demokraten Antonio Delgado mit 46,1 zu 51,4 Prozent der Stimmen, nachdem Umfragen auf eine offene Wahl hingedeutet hatten. Der seit 2011 in seiner heutigen Form bestehende ländliche Wahlkreis war stets in republikanischer Hand gewesen, galt allerdings als eines der Hauptziele der Demokraten bei der Wahl 2018. Faso schied am 3. Januar 2019 aus dem Kongress aus.